# (5859) Ostozhenka
(5859) Ostozhenka es un asteroide perteneciente al cinturón de asteroides, región del sistema solar que se encuentra entre las órbitas de Marte y Júpiter, más concretamente a la familia de Herta, descubierto el 23 de marzo de 1979 por Nikolái Stepánovich Chernyj desde el Observatorio Astrofísico de Crimea (República de Crimea).

## Designación y nombre
Designado provisionalmente como 1979 FD2. Fue nombrado Ostozhenka en homenaje a una de las calles más antiguas del centro de Moscú, Ostozhenka, derivado de la palabra rusa stog, o pajar, porque la calle fue construida en un antiguo campo de heno.

## Características orbitales
Ostozhenka está situado a una distancia media del Sol de 2,431 ua, pudiendo alejarse hasta 2,791 ua y acercarse hasta 2,071 ua. Su excentricidad es 0,147 y la inclinación orbital 2,713 grados. Emplea 1384,79 días en completar una órbita alrededor del Sol.

## Características físicas
La magnitud absoluta de Ostozhenka es 13,5. Tiene 5,991 km de diámetro y su albedo se estima en 0,236. 